# (1663) van den Bos
(1663) van den Bos – planetoida z grupy pasa głównego asteroid okrążająca Słońce w ciągu 3 lat i 129 dni w średniej odległości 2,24 au. Została odkryta 4 sierpnia 1926 roku w Union Observatory w Johannesburgu przez Harry'ego Wooda. Nazwa planetoidy pochodzi od Willema Hendrika van den Bosa (1896–1974), holenderskiego astronoma, dyrektora Union Observatory w latach 1941–1956. Przed nadaniem nazwy planetoida nosiła oznaczenie tymczasowe (1663) 1926 PE.